# Пергола (Потенца)
Пергола (итал. Pergola) је насеље у Италији у округу Потенца, региону Базиликата.
Према процени из 2011. у насељу је живело 265 становника. Насеље се налази на надморској висини од 906 м.